# Aphaenogaster dulciniae
Aphaenogaster dulciniae es una especie de hormigas endémicas de la España peninsular.